# Grazer Stadtpfarrkirche

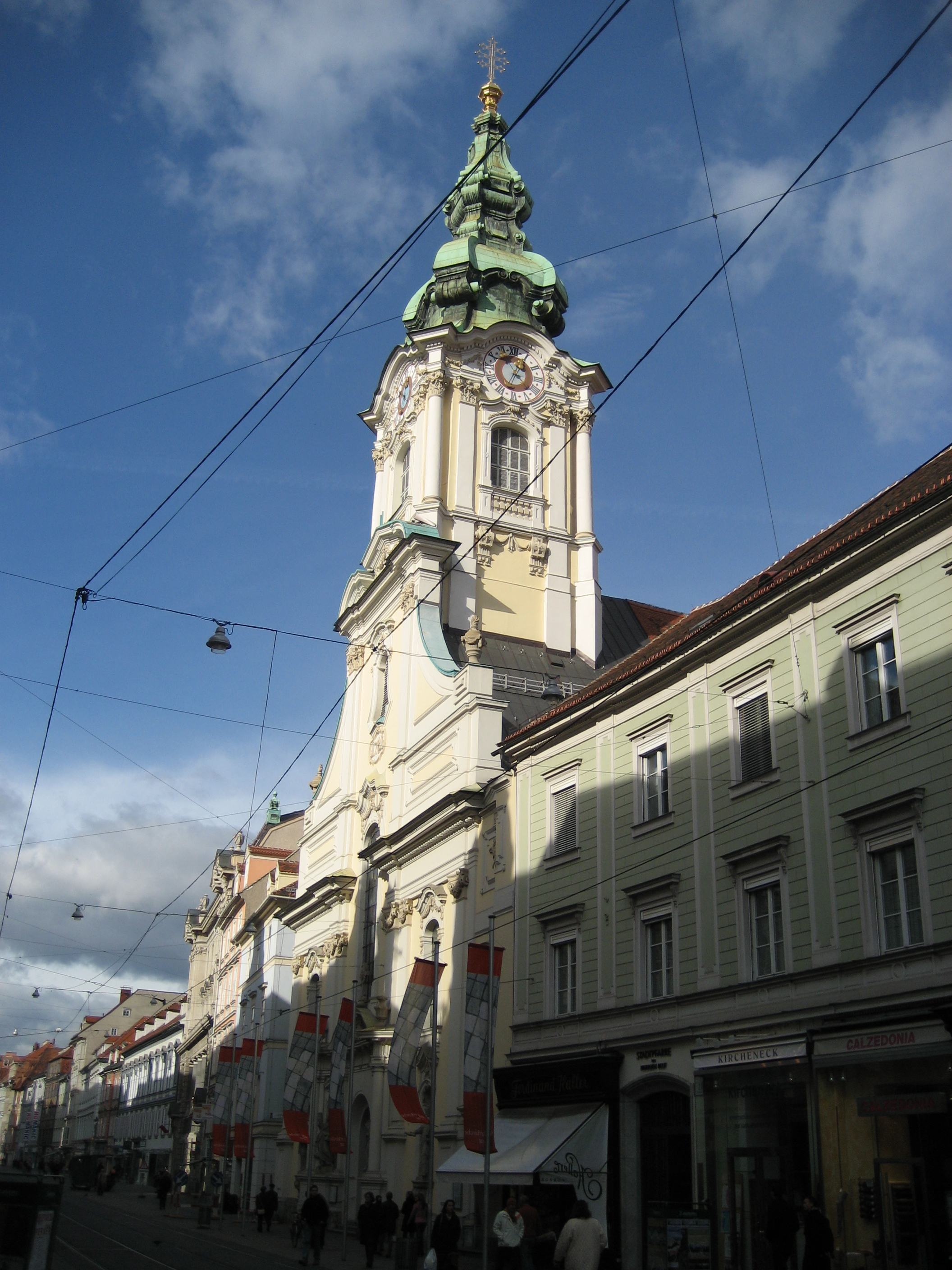
Die Grazer Stadtpfarrkirche, mit der Fassade zur Herrengasse

Die römisch-katholische Kirche zum Heiligen Blut, bzw. Propstei-, Haupt- und Stadtpfarrkirche Graz-Hl. Blut, kurz Grazer Stadtpfarrkirche befindet sich im Grazer Bezirk Innere Stadt. Sie ist die Pfarrkirche der Pfarre Graz-Hl. Blut im Dekanat Graz-Mitte der Stadtkirche Graz.

## Geschichte

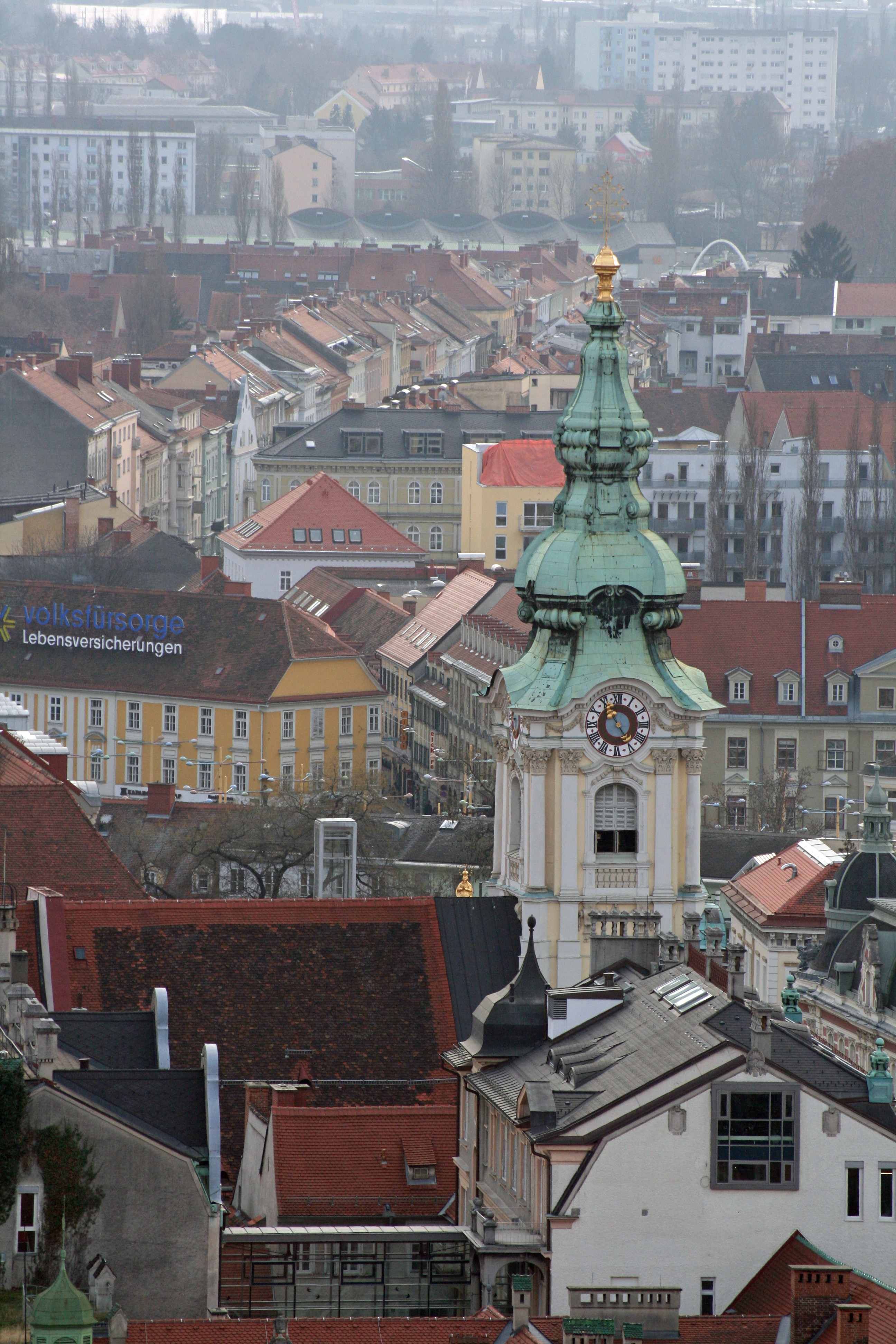
Der Turm der Stadtpfarrkirche, vom Grazer Schloßberg aus gesehen

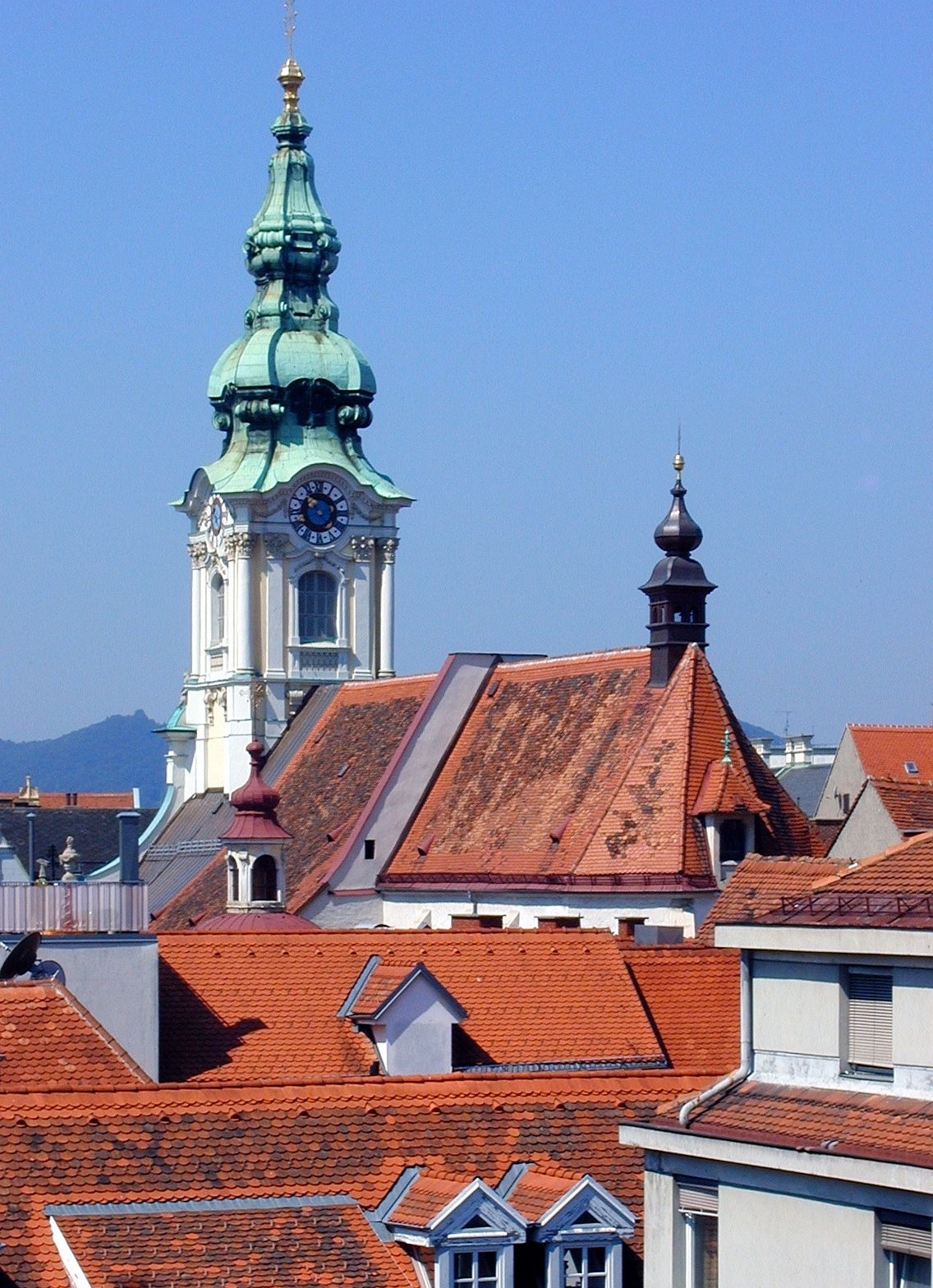
Turm und Dach der Stadtpfarrkirche, vom Akademischen Gymnasium Graz aus gesehen

Die erste Kirche an diesem Ort wurde im Jahr 1440 auf Anregung von Kaiser Friedrichs III. erbaut. Diese ehemalige Corporis-Christi-Kapelle wurde ein Vierteljahrhundert nach ihrer Fertigstellung dem Dominikanerorden übergeben. Dieser erweiterte ab 1478 die kleine dreijochige Kapelle um einen langgestreckten Chorraum, fertig wurde sie erst 1520. Da die damalige Stadtpfarrkirche St. Ägyd (der heutige Grazer Dom) dem Jesuitenorden übergeben wurde und daher eine neue Pfarrkirche benötigt wurde, mussten die Dominikaner 1585 auf Befehl Erzherzog Karls II. ihr Kloster räumen, und die Kirche Hl. Blut wurde zur Stadtpfarrkirche erhoben. (St. Ägyd war bis 1573 Stadtpfarrkirche. 1786 wurde sie, nach Übersiedlung von Seckau her, Kathedrale der Diözese).

## Gestaltung

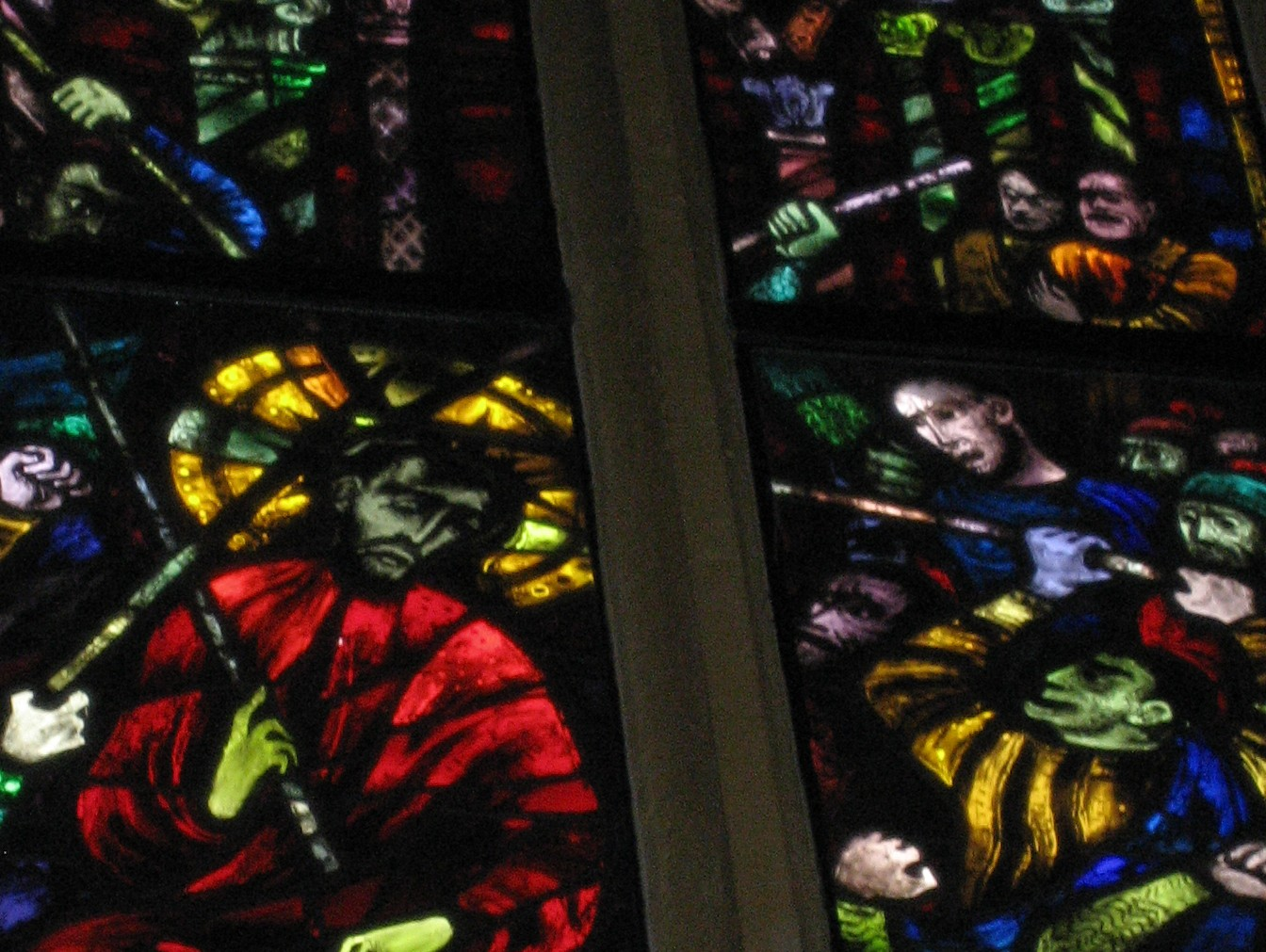
Fenster im Chor, rechts oben Hitler und Mussolini

Während die Haupthalle der Kirche architektonisch von typischer Bettelordengotik geprägt ist, wurde die Fassade später im barocken Stil gestaltet (so stammt der nach den Entwürfen von Josef Stengg errichtete Dachreiter mit Kupferhelm aus dem Jahr 1780). Im 19. Jahrhundert wurden die barocken Altäre durch neugotische ersetzt. Nur die barocke Johannes-Nepomuk-Kapelle von Josef Hueber und das ehemalige Hochaltarbild Mariae Himmelfahrt, das dem venezianischen Maler Tintoretto zugeschrieben wird, blieben erhalten.
Im Zweiten Weltkrieg wurden die gotischen Glasfenster zerstört. Mit der Neugestaltung wurde Albert Birkle, ein Salzburger Künstler, dessen Kunst im Dritten Reich als entartet galt, beauftragt. Seine Hauptthemen waren die Auferstehung und das Leiden Jesu. Seine Glasfenster wurden in den 1950er Jahren jedoch zum Skandal, denn sie zeigen Hitler und Mussolini an der Seite der Peiniger Christi. Sie ist eine der wenigen Kirchen, die diese beiden Diktatoren zeigt.

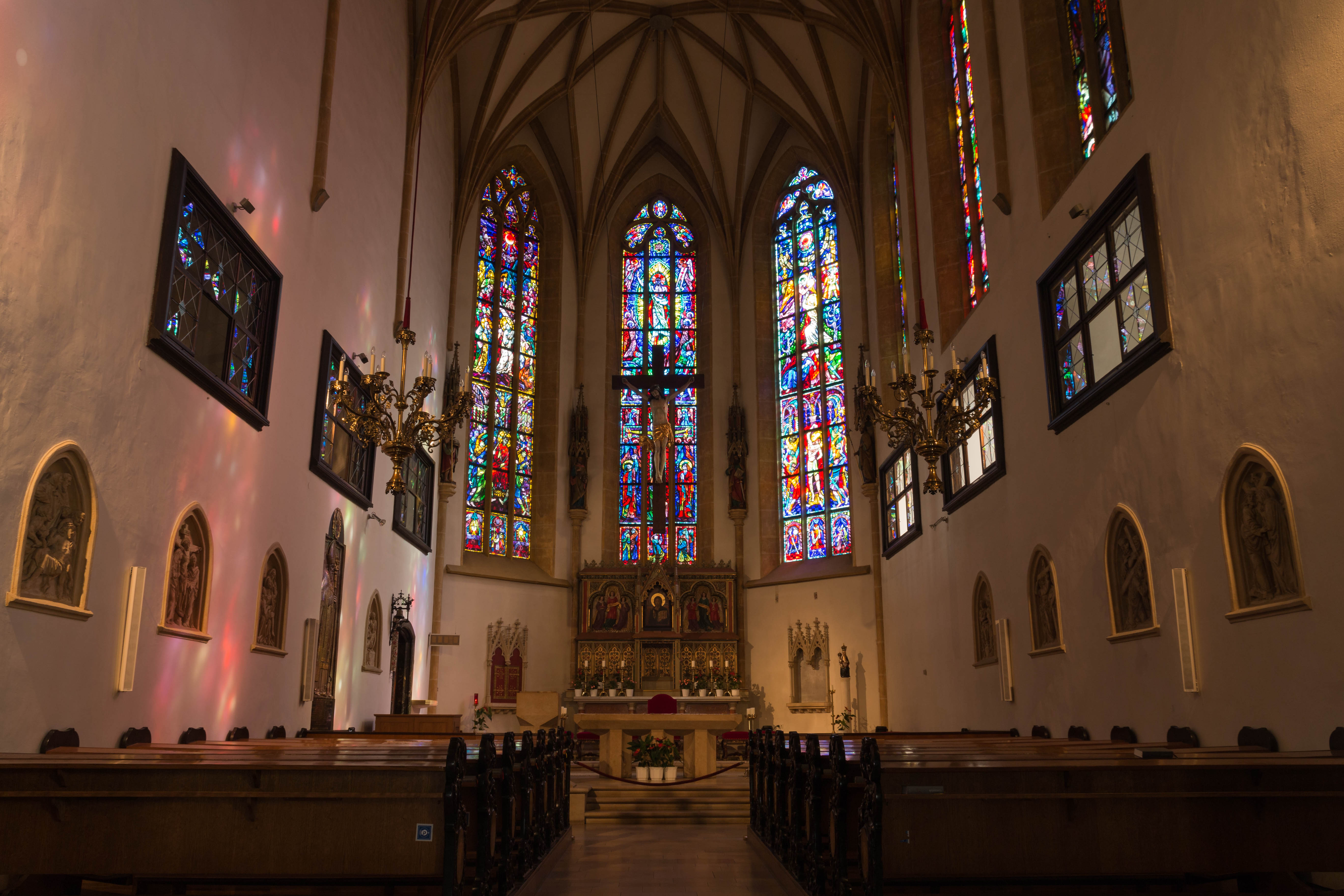
Chorraum der Stadtpfarrkirche
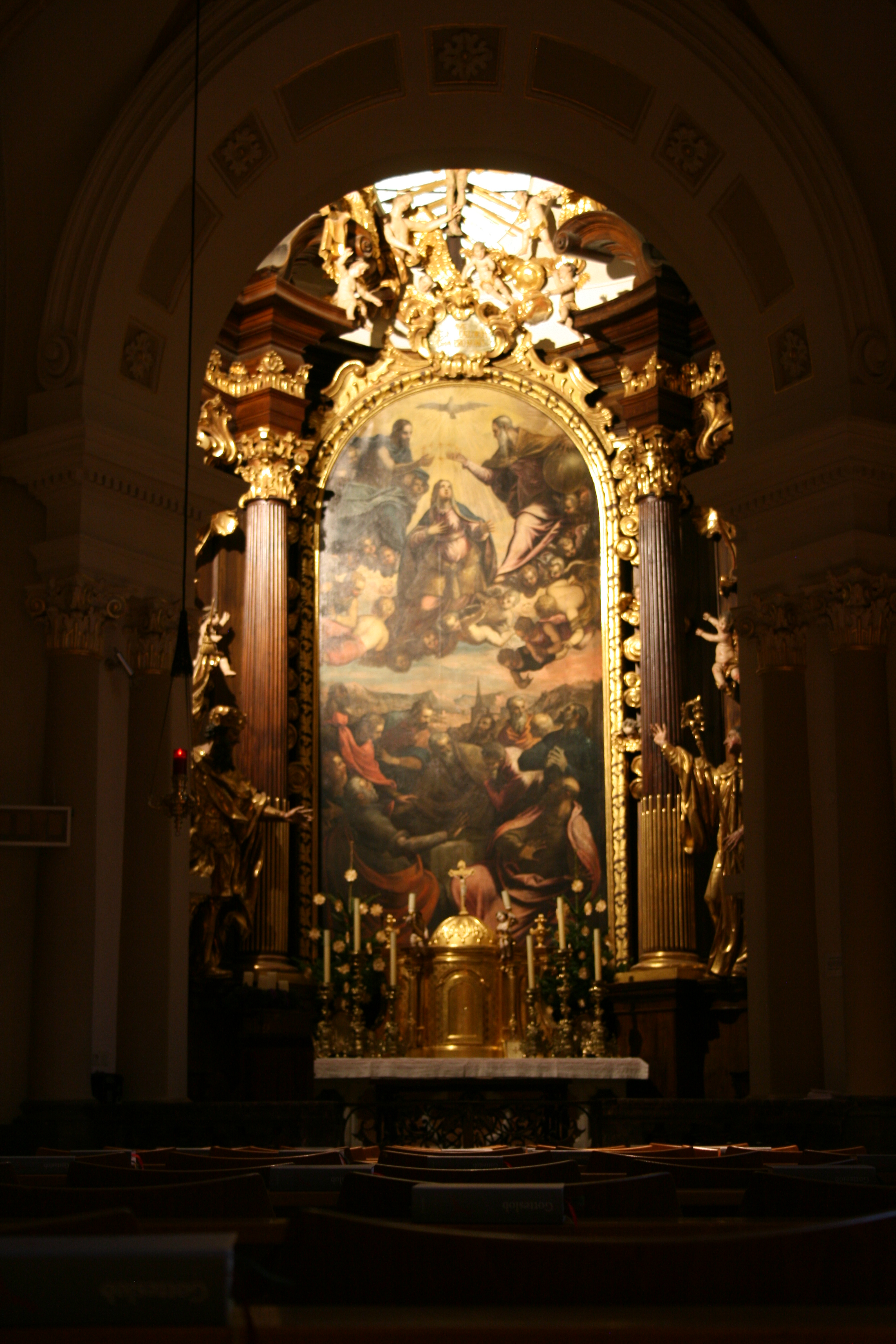
Nebenaltar
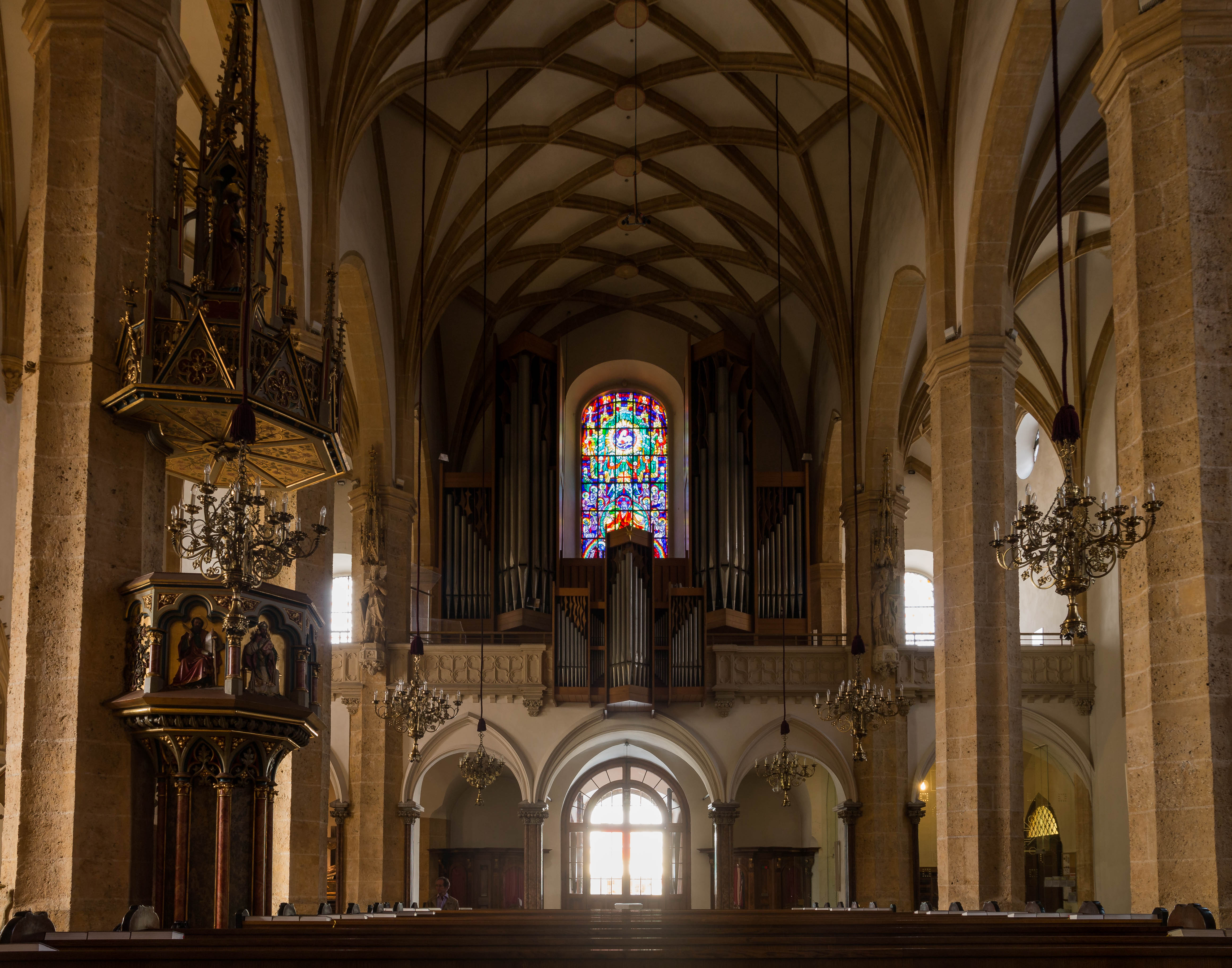
Blick durchs Kirchenschiff zur Orgel

## Orgel
Die große Orgel wurde 1970 von dem Orgelbauer Rieger (Vorarlberg) fertiggestellt. Das Schleifladen-Instrument hat 46 Register auf drei Manualen und Pedal. Die Spieltraktur ist mechanisch, die Registertraktur elektrisch. Anders, als das Prospekt vermuten lässt, befindet das Pedalwerk sich nicht beidseits in den Türmen: Nahezu sämtliche Pedalpfeifen stehen im linken Turm, während der rechte das Hauptwerk birgt. Nur die größten sieben Pfeifen der Cis-Seite des Principal 16′ stehen wegen der Symmetrie des Prospekts vor dem Hauptwerk. Das Schwellwerk steht hinter dem Spieltisch unter dem Fenster. Das Werk ersetzt eine im Jahr 1900 erbaute Orgel von Matthäus Mauracher.
| I. Rückpositiv C–g3 |       |
| Praestant           | 8′    |
| Copula              | 8′    |
| Principal           | 4′    |
| Koppelflöte         | 4′    |
| Oktav               | 2′    |
| Quintlein           | 1 ⁄3′ |
| Sesquialtera II     | 2 ⁄3′ |
| Scharff IV          | 1′    |
| Dulcian             | 16′   |
| Krummhorn           | 8′    |
| Tremulant           |       |
| Cymbelstern         |       |

| II. Hauptwerk C–g3 |       |
| Lieblich Gedackt   | 16′   |
| Principal          | 8′    |
| Spitzflöte         | 8′    |
| Oktav              | 4′    |
| Rohrpfeife         | 4′    |
| Quint              | 2 ⁄3′ |
| Superoktav         | 2′    |
| Cornett V          | 8′    |
| Mixtur VI          | 1 ⁄3′ |
| Cimbel III         | 1⁄3′  |
| Trompete           | 8′    |
| Clairon            | 4′    |
| Tremulant          |       |

| III. Schwellwerk C–g3 |        |
| Holzprincipal         | 8′     |
| Rohrflöte             | 8′     |
| Viola da Gamba        | 8′     |
| Voix Céleste          | 8′     |
| Geigend Oktav         | 4′     |
| Blockflöte            | 4′     |
| Nasat                 | 2 ⁄3′  |
| Flachflöte            | 2′     |
| Terz                  | 1 3⁄5′ |
| Sifflet               | 1′     |
| Plein Jeu VII         | 2′     |
| Bärpfeife             | 16′    |
| Oboe                  | 8′     |
| Tremulant             |        |

| Pedalwerk C–g1 |         |
| Principal      | 16′     |
| Subbass        | 16′     |
| Quint          | 10 2⁄3′ |
| Oktav          | 8′      |
| Gedeckt        | 8′      |
| Choralbass     | 4′      |
| Rohrpommer     | 4′      |
| Nachthorn      | 2′      |
| Mixtur IV      | 4′      |
| Bombarde       | 16′     |
| Posaune        | 8′      |
| Tremulant      |         |

## Pfarrer
- Johann Riedl (1861 bis 1876 Pfarrer an der Grazer Stadtpfarrkirche)